# ليون كاتس
ليون كاتس (بالإنجليزية: Leon Katz)‏ هو كاتب مسرحي أمريكي، ولد في 10 يوليو 1919، وتوفي في 23 يناير 2017.